# Otaku
Otaku (おたく, オタク, ou ヲタク) é um termo japonês usado para se referir principalmente a pessoas com interesse especial em animes e mangás. Seu uso contemporâneo originou-se de um ensaio de 1983 de Akio Nakamori em uma revista de mangás, a Manga Burikko. Otaku pode ter significado pejorativo; seu significado pejorativo, que decorre de uma visão estereotipada dos otaku como "excluídos da sociedade" e das reportagens da mídia sobre Tsutomu Miyazaki, "O Assassino Otaku", em 1989. De acordo com estudos publicados em 2013, o termo se tornou menos negativo e um número cada vez maior de pessoas agora se identificam como otaku, tanto no Japão quanto em outros lugares. De 137.734 adolescentes que participaram de uma pesquisa no Japão em 2013, 42,2% se identificaram como um tipo de otaku.

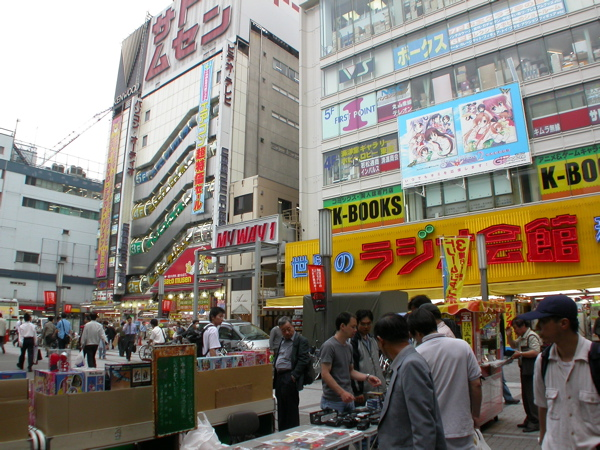
O popular bairro de Akihabara, em Tóquio, atração turística para os otaku.

A subcultura Otaku é um tema central de vários trabalhos de animes e mangás, documentários e pesquisas acadêmicas. A subcultura começou na década de 1980, acompanhando a mudança das mentalidades sociais e o cultivo de características otaku por escolas japonesas, onde alguns indivíduos excluídos socialmente começaram a dedicar boa parte de suas vidas aos animes e mangás como forma de escapar do "mundo real". O nascimento da subcultura coincidiu com o boom dos animes, após o lançamento de obras como Mobile Suit Gundam, antes de se ramificar para o Comiket. A subcultura otaku continuou a crescer com a expansão da internet e da mídia, à medida que mais animes, videogames, programas e mangás eram criados. A definição de otaku posteriormente tornou-se mais complexa, e numerosas classificações para definir o que significava o termo otaku surgiram. Em 2005, o Nomura Research Institute dividiu os otaku em doze grupos e estimou o tamanho e o impacto no mercado de cada um desses grupos. Outras instituições dividiram em ainda mais grupos ou se concentraram em um único público otaku. Essas publicações classificam grupos distintos, incluindo os que gostam  de animes, mangás, câmeras, automóveis, idols e eletrônicos. Em 2005, o impacto econômico dos otaku foi estimado em 2 trilhões de ienes (cerca de 18 bilhões de dólares).

## Etimologia
O termo Otaku é derivado de um termo japonês para família ou casa de outra pessoa (お宅, otaku). A palavra pode ser usada metaforicamente, como parte do discurso honorífico em japonês, como um pronome de segunda pessoa. Nesse uso, sua tradução literal é "você". Por exemplo, no início do anime Macross, exibido pela primeira vez em 1982, os personagens Hikaru Ichijyo e Lynn Minmay usam o termo dessa forma para se dirigirem um ao outro, até que se conheçam melhor. A forma de hoje, uma gíria moderna, que se distingue do uso mais antigo por ser escrita em hiragana (おたく), katakana (オタク ou, com menos frequência, ヲ タク) ou raramente em rōmaji, apareceu pela primeira vez em um texto na década de 1980, por meio da obra do humorista e ensaísta Akio Nakamori. Sua série de 1983, Research for "Otaku" (『お た く』 研究 研究 "Otaku" no Kenkyū?), impressa na revista lolicon Manga Burikko, aplicou o termo aos fãs de animes e mangás de forma caricata e desagradável. Os animadores Haruhiko Mikimoto e Shōji Kawamori usavam o termo entre si como um pronome honorífico de segunda pessoa desde o final dos anos 1970. Supostamente, alguns otaku usaram tanto esse termo em seus relacionamentos que outros teriam mudado para um estilo menos formal. Como esse uso indevido ao se referir a alguém era motivo de constrangimento, Nakamori escolheu a palavra para rotular os fãs. Morikawa Kaichirō, autor e palestrante da Universidade Meiji, apontou isso como sendo a origem de seu uso contemporâneo.
Outra hipótese da origem do termo vem das obras da autora de ficção científica Motoko Arai, que usava a palavra em seus romances como um pronome de segunda pessoa, o que fez os leitores adotarem o termo para si próprios. No entanto, uma hipótese diferente aponta para um ensaio da revista Variety, de 1981.
Em 1989, o caso de Tsutomu Miyazaki, "O Assassino Otaku", trouxe a comunidade, de forma muito negativa, atenção nacional. Miyazaki, que escolheu e assassinou aleatoriamente quatro meninas, tinha uma coleção de 5.763 fitas de vídeo, algumas contendo animes e filmes de terror que foram encontradas juntas com vídeos e fotos de suas vítimas. Posteriormente, no mesmo ano, a revista de conhecimento contemporâneo Bessatsu Takarajima dedicou sua 104ª edição para falar sobre os otaku. A edição intitulava-se de Otaku no Hon (おたくの本, lit. O livro dos otaku) e mergulhou na subcultura dos otaku com 19 artigos de especialistas, entre eles Akio Nakamori. Esta publicação foi apontada pelo estudioso Rudyard Pesimo como a responsável por popularizar o termo.

## Uso
Na gíria japonesa moderna, o termo otaku equivale as palavras ocidentais "geek" e "nerd" (ambos em sentido amplo; um geek que gosta de tecnologia seria gijutsu otaku (技術オタク) e um nerd que gosta de estudar seria bunkakei otaku (文化系オタク) ou gariben (ガリ勉), mas de uma maneira mais depreciativa do que a usada no Ocidente. No entanto, pode se referir a um fã de qualquer tema, tópico, hobby ou forma de entretenimento em particular. "Quando essas pessoas são chamadas de otaku, elas são julgadas por seus comportamentos - e as pessoas repentinamente veem um otaku como uma pessoa incapaz de se relacionar com a realidade". A palavra entrou no inglês como um empréstimo do idioma japonês. É normalmente usada para se referir a um fã de animes e mangás mas também pode se referir a fãs de jogos eletrônicos japoneses ou fãs de qualquer tema, tópico ou hobby específico. A revista americana Otaku USA populariza e cobre esses aspectos da cultura japonesa. O uso da palavra é fonte de discordância entre alguns fãs, devido às suas conotações negativas e estereotipagem do fandom. A ampla exposição ao termo em inglês ocorreu em 1988 com o lançamento de Gunbuster, que se refere aos fãs de anime como otaku. Gunbuster foi lançado oficialmente em inglês em março de 1990. A propagação do uso do termo também se deu através do fórum de discussão rec.arts.anime, com discussões sobre a interpretação dos otakus no anime Otaku no Video, antes de seu lançamento em inglês, em 1994. Aspectos positivos e negativos, incluindo o uso pejorativo, foram levantados pela comunidade. O termo também foi popularizado pelo romance Idoru, de William Gibson, lançado em 1996, que faz referência aos otaku.

## Subcultura

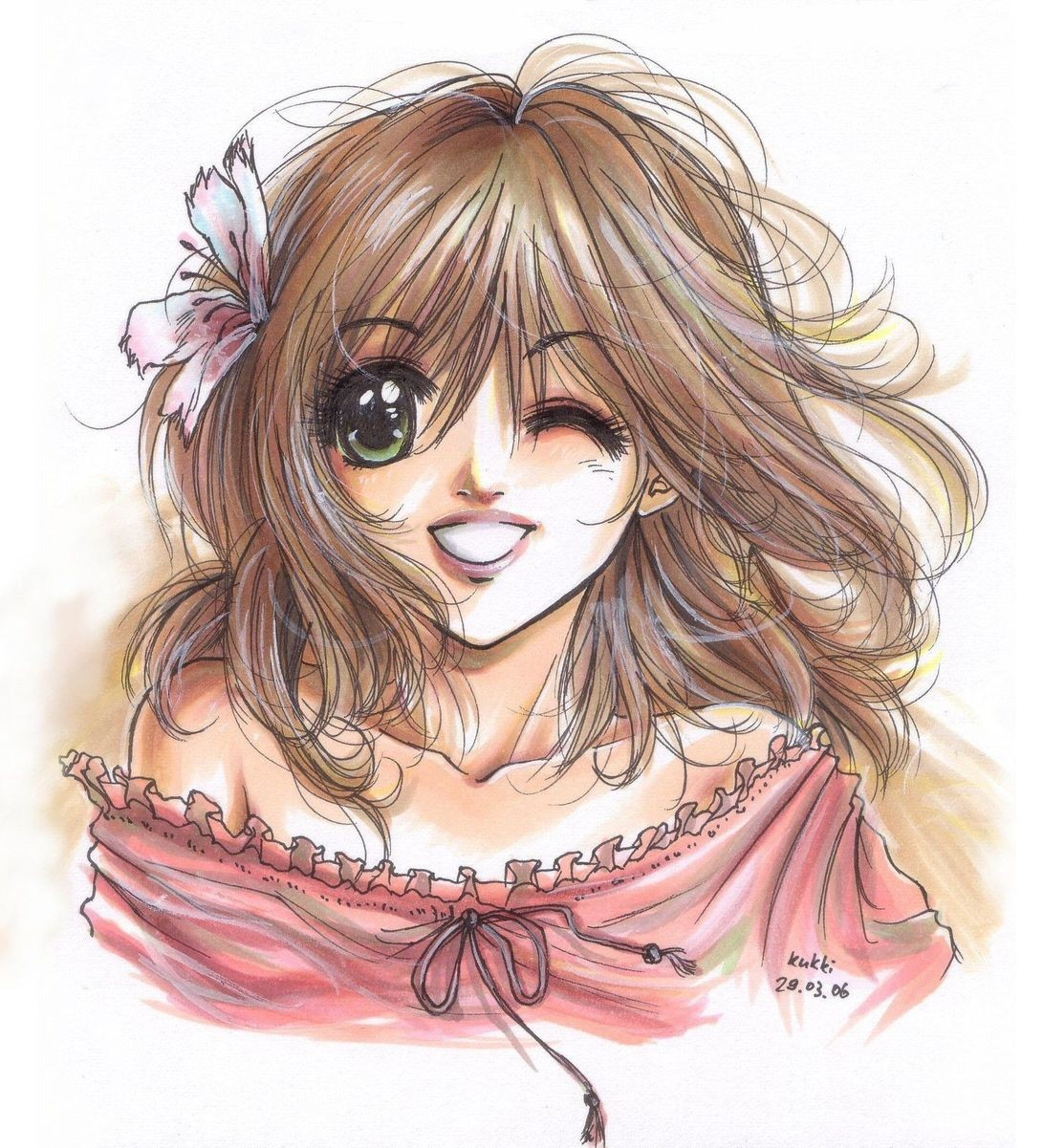
Uma fanart (arte de fã) representando um modelo de Bishōjo (美少女, "menina bonita").

O professor Morikawa Kaichirō, associado da Escola de Estudos Globais Japoneses, identificou a subcultura como distintamente japonesa, um produto do sistema escolar e da sociedade. As escolas japonesas têm uma estrutura de classes que funciona como um sistema de castas, porém os clubes são uma exceção à hierarquia social. Nesses clubes, os interesses do aluno são reconhecidos e nutridos, eventualmente atendendo aos interesses dos otakus. Em segundo lugar, a estrutura vertical da sociedade japonesa identifica o valor dos indivíduos por seu sucesso. Até o final da década de 1980, os homens nada atléticos e nem atraentes se concentravam nos estudos, na esperança de conseguir um emprego de valor e se casar para melhorar sua posição social. Aqueles incapazes de ter sucesso socialmente focaram em seus interesses, muitas vezes na idade adulta, com seu estilo de vida centrado em seus interesses pessoais, promovendo a criação da subcultura otaku.
Mesmo antes da criação do termo, os traços estereotipados da subcultura foram identificados em uma edição de 1981 da Fan Rōdo (lit. "Estrada do fã") sobre os "clubes de cultura". Esses indivíduos foram atraídos para o mundo dos animes, uma contra-cultura, com o lançamento de obras de ficção científica como Mobile Suit Gundam. Estas obras permitiram juntar e desenvolver interesses obsessivos, que fizeram do anime e do mangá meios para estudantes impopulares "escaparem" da realidade e virarem fãs obcecados. Depois que esses fãs descobriram o Comic Market, o termo foi usado para os fãs zombarem uns dos outros, numa forma de piada.
O caso do "Assassino Otaku" em 1989 deu uma conotação negativa ao termo, do qual ainda não se recuperou totalmente. O uso de "(interesse) otaku", entretanto, é usado para provocar ou para autodepreciação, mas o termo não qualificado permanece negativo. O termo otaku tornou-se novamente negativo no final de 2004, quando Kaoru Kobayashi sequestrou, abusou sexualmente e matou um estudante de sete anos da primeira série. O jornalista japonês Akihiro Ōtani suspeitou que o crime de Kobayashi foi cometido por um membro da comunidade de figure moe zoku antes mesmo de sua prisão.  Embora Kobayashi não fosse um otaku, o grau de hostilidade social contra os otaku aumentou. Os otaku eram vistos pelas autoridades policiais como possíveis suspeitos de crimes sexuais, e os governos locais pediram leis mais rígidas para controlar a representação de erotismo em materiais otaku.
Mas nem toda a repercussão foi negativa. Em seu livro otaku, Hiroki Azuma observou: "Entre 2001 e 2007, os otaku rapidamente ganharam reconhecimento social no Japão", citando o fato de que "[e] em 2003, Hayao Miyazaki ganhou o Óscar por seu filme de anime A Viagem de Chihiro; mais ou menos na mesma época, Takashi Murakami alcançou o reconhecimento por designs tipo otaku; em 2004, o pavilhão japonês na exposição de Arquitetura Internacional de 2004 da Bienal de Veneza (Bienal de Arquitetura) apresentou otaku. Em 2005, a palavra moe - uma das palavras-chave do presente volume - foi escolhida como uma das dez "palavras da moda do ano". O ex-primeiro-ministro do Japão Tarō Asō, também afirmou ser um otaku, usando essa subcultura para promover o Japão nas relações exteriores.  Em 2013, um estudo japonês com 137.734 pessoas descobriu que 42,2% se identificam como um tipo de otaku. Este estudo sugere que o estigma da palavra desapareceu e o termo foi adotado por muitos.

### Locais

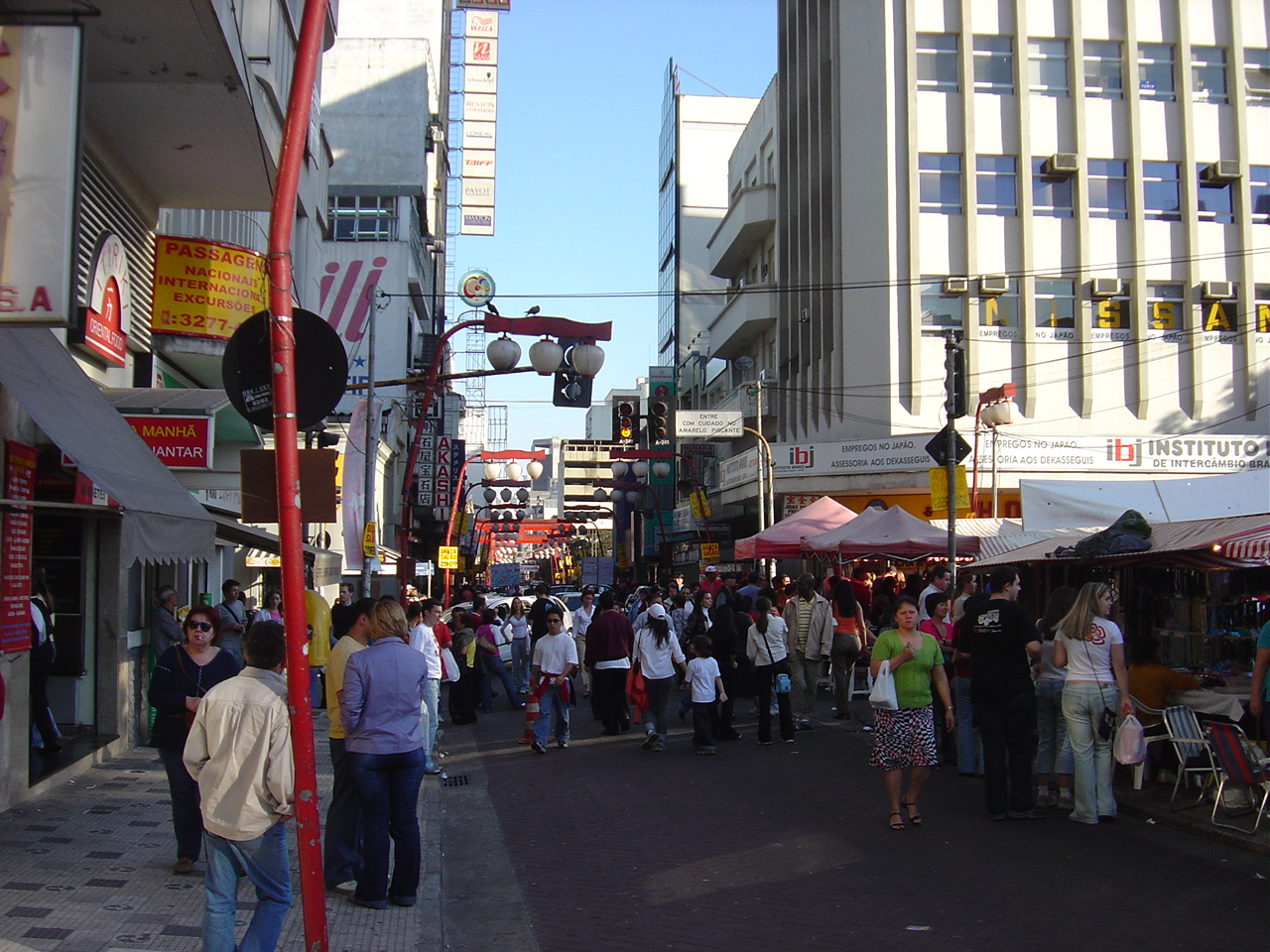
O bairro da Liberdade é um dos locais frequentados pelos otakus no Brasil.

O distrito de Akihabara, em Tóquio, onde há cafés com garçonetes que se vestem e agem como empregadas domésticas ou personagens de anime, ou até mesmo sua versão masculina, é uma atração famosa para os otaku. Akihabara também tem dezenas de lojas especializadas em animes, mangás, videogames retrô, bonecos, jogos de cartas e outros itens colecionáveis. Outro local popular é a Otome Road em Ikebukuro, Tóquio. Em Nagoia, estudantes da Universidade da Cidade de Nagoia iniciaram um projeto sobre maneiras de ajudar a promover atrações turísticas ocultas relacionadas à temática otaku para atrair mais otakus para a cidade.
No Brasil, o bairro colonizado pela cultura japonesa Liberdade, situado no centro da cidade de São Paulo, é um ponto de encontro frequente dos otakus, possuindo lojas que vendem mangás, camisetas e outros elementos apreciados pela subcultura.

### Subtipos
Existem termos específicos para diferentes tipos de otaku, incluindo Fujoshi (腐女子, lit. "garota podre"), um termo japonês pejorativo para as fãs de yaoi, gênero de mangá que se concentra em relacionamentos homossexuais masculinos. As Reki-jo são mulheres otaku interessadas na história do Japão. Alguns termos se referem a um local, como Akiba-kei, uma gíria que significa "estilo Akihabara" que se aplica àqueles familiarizados com a cultura de Akihabara. Outra é Wotagei ou otagei (ヲタ芸 ou オタ芸), um tipo de torcida que faz parte do Akiba-kei. Outros termos, como Itasha (痛車), literalmente "carro doloroso", descrevem veículos decorados com personagens fictícios, especialmente de jogos bishōjo ou personagens eroge.

### Mídia
Os otaku frequentemente participam da zombaria de si mesmos por meio da produção ou do interesse pelo humor direcionado à sua subcultura. Animes e mangás relacionados aos otaku são o assunto de várias obras de autocrítica, como Otaku no Video, que contém um mocumentário de entrevista ao vivo que zomba da subcultura otaku e inclui a própria equipe da Gainax como entrevistados. Outros trabalhos retratam a subcultura otaku de forma menos crítica, como Genshiken e Comic Party. Uma visual novel bem conhecida, que mais tarde recebeu uma adaptação para mangá e anime, é Bem-vindo à N.H.K., que enfoca as subculturas populares entre os otaku e destaca outros excluídos da sociedade, como os hikikomori e os NEETs. Obras que se concentram em um personagem otaku incluem Watamote, a história de uma otaku não atraente e antissocial que exibe delírios sobre seu status social. Watamote é um insight zombeteiro que segue a ilusão da personagem principal que tenta mudar seu comportamento ao ver que se tornou antissocial, com resultados cômicos no caminho da popularidade. Um documentário americano intitulado de Otaku Unite!, foca no lado americano da cultura otaku.

## Tipos e classificação deotakus japoneses

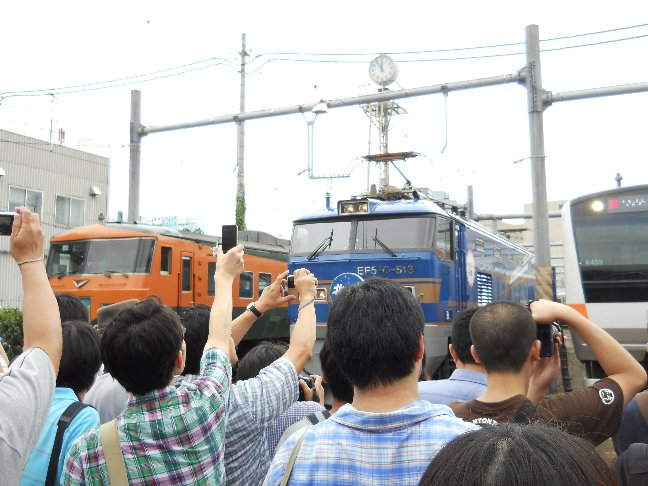
Railfans ou Anoraks tirando fotos de trens em um evento anual de inauguração em um depósito em Tóquio em agosto de 2011

O Nomura Research Institute (NRI) fez dois estudos importantes sobre os otaku, o primeiro de 2004 e um estudo revisado com uma definição mais específica em 2005. O estudo de 2005 define doze campos principais de interesses otaku. Destes grupos, o interesse nos mangás (quadrinhos japoneses) foi o maior, com 350.000 indivíduos e com uma parcela no mercado de 83 bilhões de ienes. Os otaku interessados em Idols foram o segundo maior grupo, com 280.000 indivíduos e uma parcela do mercado de 61 bilhões de ienes. Os otaku interessados em viagem foram o terceiro maior grupo, com 250.000 indivíduos e com uma parcela do mercado de 81 bilhões de ienes. Os otaku interessados em computadores foram o quarto maior grupo, com 190.000 indivíduos e 36 bilhões em parcela do mercado. Os otaku interessados em jogos eletrônicos ficaram em quinto, com 160.000 indivíduos e parcela do mercado de 21 bilhões. Os otaku interessados em automóveis ficaram em sexto, com 140.000 indivíduos e 54 bilhões em parcela de mercado. Os otaku interessados em anime ficaram em sexto, com 110.000 indivíduos e parcela do mercado estimada em 20 bilhões. As cinco categorias restantes incluem os otaku interessados em equipamentos de TI móveis, com 70.000 indivíduos e 8 bilhões em parcela no mercado; os  otaku interessados em equipamento audiovisual otaku, com 60.000 indivíduos e parcela do mercado estimado em 12 bilhões; os otaku interessados em câmeras, com 50.000 indivíduos e 18 bilhões de mercado estimado; os otaku interessados em moda, com 40.000 indivíduos e mercado parcela do mercado de 13 bilhões; e os otaku interessados em ferrovias, com 20.000 indivíduos e parcela de 4 bilhões de ienes no mercado. Esses valores foram parcialmente liberados com uma estimativa muito maior em 2004, mas essa definição focou no consumismo e não nas "características psicológicas únicas" dos otaku usadas no estudo de 2005.
O estudo de 2005 do NRI também apresentou cinco arquétipos de otaku. O primeiro tipo são os otaku voltados a sua família, que tem interesses amplos e é mais maduro do que os outros otaku; seu objeto de interesse é secreto e eles são como "otakus que estão no armário". O segundo tipo de otaku são os otaku que desejam "deixar sua própria marca no mundo", com interesses nos campos da personalidade mecânica ou empresarial. O terceiro tipo de otaku são os otaku com "interesses mútuos relacionados à mídia", cujos diversos interesses são compartilhados com outras pessoas. O quarto tipo de otaku são os otaku "expansivos e assertivos", que ganham reconhecimento ao promoverem seu hobby. Já o último tipo de  otaku são os "otaku obcecados por revistas de fãs", que é predominantemente feminino, com um pequeno grupo masculino sendo os fãs do "tipo moe"; o passatempo secreto está focado na produção ou interesse por obras de fãs. O Hamagin Research Institute descobriu que o conteúdo relacionado ao moe valia cerca de 88,8 bilhões de ienes (807 milhões de dólares) em 2005, e um analista estimou que o mercado poderia chegar a 2 trilhões de ienes (18 bilhões de dólares). O Tokyo Otaku Mode, um lugar para notícias relacionadas a subcultura otaku com sede no Japão, foi curtido no Facebook por quase 10 milhões de vezes.
Outras classificações de interesses otaku incluem Vocaloid, cosplay, coleções de figuras de ação e bonecos, e luta livre profissional, conforme categorizado pelo Yano Research Institute. A mesma relata e rastreia o crescimento do mercado e as tendências em setores fortemente influenciados pelo consumismo otaku. Em 2012, observou cerca de 30% de crescimento na popularidade de simuladores de namoro e jogos on-line relacionados a temática otaku em relação ao ano anterior, enquanto a popularidade de vocaloids, cosplays, idols e maid cafés foi de 10% a mais que o ano anterior, confirmando suas previsões em 2011.

## No Brasil
Em território brasileiro, a vinda da subcultura se deu pela grande imigração japonesa no país, no início do século 20. Os imigrantes trouxeram vários produtos de animes e mangás, com intuito de manter viva a cultura japonesa dentre seus descendentes. O primeiro mangá de fato lançado oficialmente no Brasil, Lobo Solitário, foi lançado em 1988. O nome do primeiro anime a ser de fato transmitido no Brasil não é certo, já que na leva inicial vieram, por exemplo, Homem de Aço, Oitavo Homem, Ás do Espaço e Zoran. Sabe-se, no entanto, que eles começaram a ser transmitidos na década de 60.
A palavra otome, que em japonês significa "donzela", "moça" ou "virgem" é usada no Brasil como uma versão feminina do termo otaku.